# Clephydroneura annulatus
Clephydroneura annulatus är en tvåvingeart som beskrevs av Fabricius 1775. Clephydroneura annulatus ingår i släktet Clephydroneura och familjen rovflugor. Inga underarter finns listade i Catalogue of Life.